# Dissoluce
Dissoluce je dohoda o zrušení závazku, aniž by byl nahrazen novým. Odpovídá to zásadě smluvní volnosti v závazkovém právu, kdy je plně na vůli účastníků nějakého právního vztahu, jak se vzájemnými právy a povinnostmi naloží. Upravena je v českém právu v ustanovení § 1981 občanského zákoníku.
Stejně jako u prominutí dluhu je nutný souhlas obou stran. Na rozdíl od prominutí dluhu ale zaniká závazek celý, ne pouze povinnost k plnění (nicméně pokud celý závazek stál jen na povinnosti splnit dluh, může závazek zaniknout i prominutím dluhu). Jestliže je na straně věřitele nebo dlužníka více subjektů, je pro zrušení závazku potřeba, aby dohodu uzavřeli všichni.